# Каменица (община Пале)
Каменица (на сръбски: Каменица) е село в Босна и Херцеговина, разположено в община Пале, в ентитета на Република Сръбска. Намира се на 1276 метра надморска височина. Населението му според преброяването през 2013 г. е 2 души, от тях: 2 (100 %) бошняци.

## Население
Численост на населението според преброяванията през годините:
- 1961 – 196 души
- 1971 – 194 души
- 1981 – 144 души
- 1991 – 83 души
- 2013 – 2 души